# Ndondoboni Mobonda
 (janvier 2015).
Ndondoboni Mobonda Okenkukuta Esambela E Boyanga 
Maurice (11 novembre 1944 - 2 août 1993) est un pasteur et homme d'État congolais.

## Biographie
Il est né d'un père Forgeron et d'une mère ménagère.
Théologien, puis juriste de formation, Ndondoboni Mobonda obtient en 1980 son doctorat en théologie à la faculté de théologie protestante de Strasbourg (France) pour sa thèse "L'homme et son œuvre" ; il se dirige ensuite vers une carrière universitaire en enseignant l'hébreu et le grec à la faculté de théologie de Bangui (République centrafricaine).
Il rentre à Kinshasa en 1987 pour embrasser une carrière politique déjà commencée au début des années 1970 à l'Université de Kisangani (République démocratique du Congo) lorsqu'il exerça la fonction de dirigeant de la JMPR (Jeunesse du mouvement populaire de la révolution) parti unique à l'époque.
Ndondoboni remporte donc l'élection législative dès le 1er tour en 1987 contre Mpeti Ngamaswa et est élu Commissaire du Peuple (Député) de Bolobo au Zaïre.
Dès sa prise de fonction il fait le constat amer de la mauvaise gestion de la sous-région, des détournements des deniers publics par ses prédécesseurs et de leur indifférence à réconcilier les deux tribus de Bolobo : les Tende autochtones et les Nunu installés dans le territoire avant le XVIIIe siècle, qui ont immigré du fleuve Ubangi.
L'action politique de Ndondoboni Mobonda s'est portée essentiellement sur le dialogue entre les deux tribus rivales afin de mettre un terme à des inimitiés de longue date.
Avant et pendant son mandat de Commissaire du Peuple il crée plusieurs écoles dans la région et fait installer la Régie des eaux pour que les populations puissent avoir accès à l'eau courante.
Mais les actions politiques de Ndondoboni furent court-circuités par sa nomination le 4 mai 1990 par le président Mobutu pour faire partie du gouvernement de transition dirigé par le prof. Lunda Bululu.